# Hilarianus uniformis
Hilarianus uniformis är en skalbaggsart som beskrevs av Blanchard 1851. Hilarianus uniformis ingår i släktet Hilarianus och familjen Melolonthidae. Inga underarter finns listade i Catalogue of Life.